# 81P/Wild

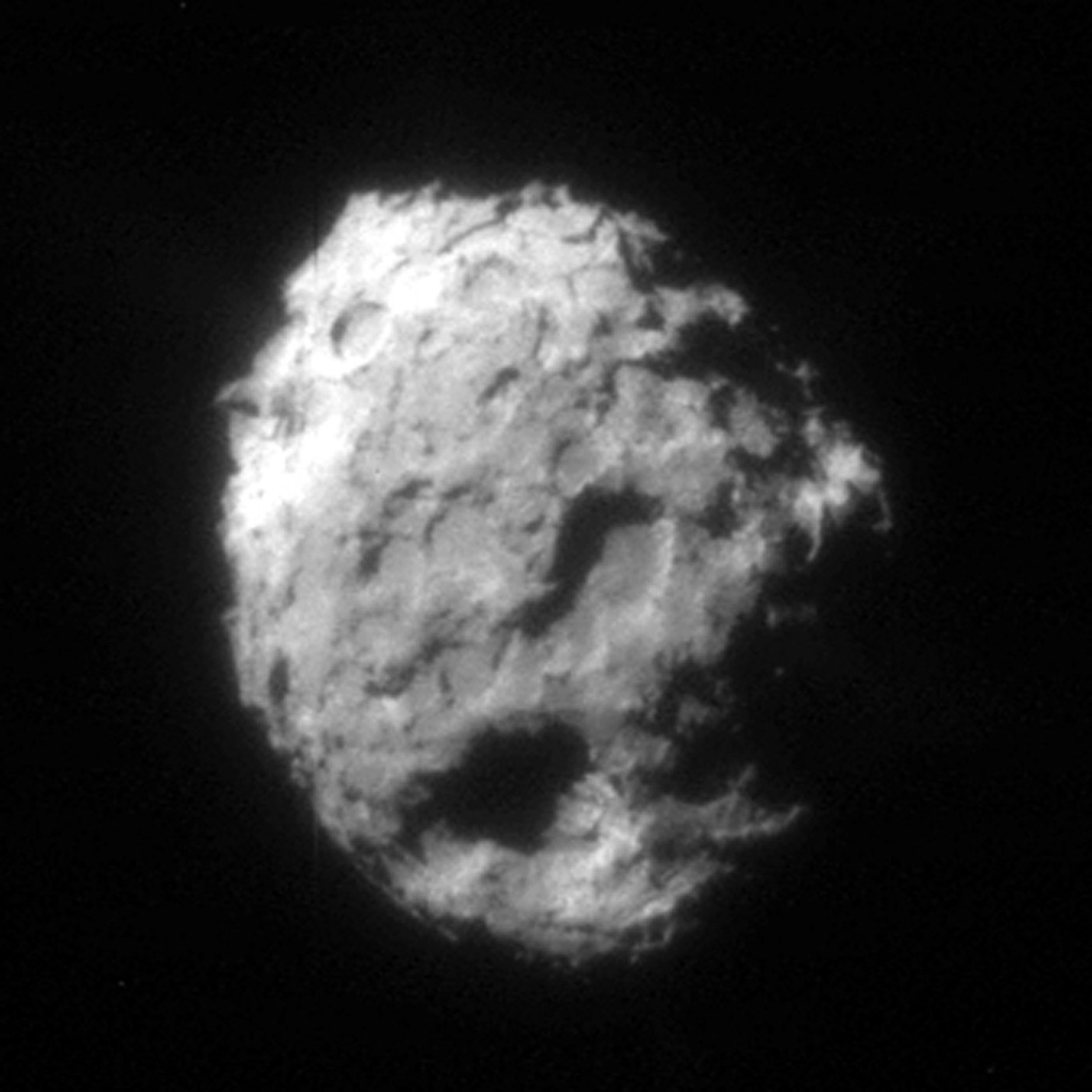
Tâm của sao chổi Wild 2 vào năm 2004.

Sao chổi 81P/Wild, còn được gọi là Wild 2 (phát âm là "vilt hai") (/ ˈvɪlt / VILT), là một sao chổi được đặt theo tên của nhà thiên văn học người Thụy Sĩ Paul Wild, người đã phát hiện ra nó vào ngày 6 tháng 1 năm 1978, sử dụng kính viễn vọng Schmidt 40 cm tại Zimmerwald, Thụy Sĩ.
Trong phần lớn thời gian 4,5 tỷ năm của nó, Wild 2 có thể có quỹ đạo hình tròn và xa hơn. Vào tháng 9 năm 1974, nó đã đi qua trong vòng một triệu km của hành tinh Sao Mộc, lực hấp dẫn mạnh mẽ làm nhiễu loạn quỹ đạo của sao chổi và đưa nó vào bên trong Hệ Mặt trời. Thời kỳ quỹ đạo của nó đã thay đổi từ 43 năm thành khoảng 6 năm, và củng điểm của nó hiện là khoảng 1,59 đơn vị thiên văn (AU).

## Khám phá

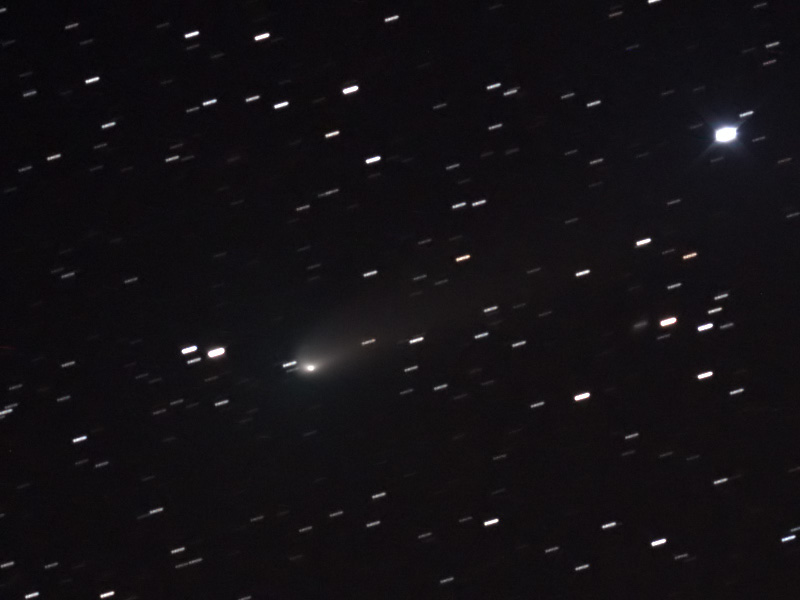
Ảnh chụp 81P/Wild trên quỹ đạo của mình

Sứ mệnh Stardust của NASA đã phóng một tàu vũ trụ, tên là Stardust, vào ngày 7 tháng 2 năm 1999. Nó bay qua Wild 2 vào ngày 2 tháng 1 năm 2004 và thu thập các mẫu hạt từ trạng thái hôn mê của sao chổi, được đưa trở lại Trái đất cùng với bụi liên sao.. Bảy mươi hai bức ảnh cận cảnh được chụp bởi Wild 2 bởi Stardust. Họ đã tiết lộ một bề mặt bị đánh đố với những vết lõm đáy phẳng, với những bức tường tuyệt đối và các đặc điểm khác có phạm vi từ rất nhỏ đến tối đa 2 km. Những tính năng này được cho là gây ra bởi các miệng hố va chạm hoặc lỗ thông hơi. Trong thời gian bay của Stardust, ít nhất 10 lỗ thông hơi đã hoạt động. Sao chổi tự nó có đường kính 5 km. "Hộp trở về mẫu" của Stardust đã được báo cáo là trong tình trạng tuyệt vời khi nó hạ cánh ở Utah, vào ngày 15 tháng 1 năm 2006. Một nhóm NASA đã phân tích các tế bào bắt hạt và loại bỏ từng hạt sao chổi và bụi liên sao, sau đó gửi chúng cho khoảng 150 nhà khoa học trên toàn cầu. NASA đang hợp tác với Hiệp hội hành tinh, người sẽ điều hành một dự án có tên "Stardust @ Home", sử dụng các tình nguyện viên để giúp xác định vị trí các hạt trên Máy thu bụi liên sao (SIDC). Kể từ năm 2006, thành phần của bụi có chứa một loạt các hợp chất hữu cơ, bao gồm hai hợp chất chứa nitơ có thể sử dụng sinh học. Các hydrocarbon aliphatic bản địa đã được tìm thấy với chiều dài chuỗi dài hơn so với những gì được quan sát trong môi trường giữa các vì sao khuếch tán. Không phát hiện thấy silicat silic hoặc khoáng cacbonat, điều này cho thấy thiếu xử lý nước Wild 2. Rất ít hạt carbon tinh khiết (CHON) được tìm thấy trong các mẫu được mang về. Một lượng đáng kể các silicat tinh thể như olivin, anorthite và diopside đã được tìm thấy, vật liệu chỉ được hình thành ở nhiệt độ cao. Điều này phù hợp với các quan sát trước đây về silicat tinh thể cả trong đuôi sao chổi và trong các đĩa hoàn cảnh ở khoảng cách lớn từ ngôi sao. Giải thích có thể cho vật liệu nhiệt độ cao này ở khoảng cách lớn từ Mặt trời đã được tóm tắt trước nhiệm vụ lấy mẫu vật Stardust của van Boekel và cộng sự:
"Cả trong Hệ mặt trời và trong các đĩa ở gần sao, silicat tinh thể được tìm thấy ở khoảng cách lớn so với ngôi sao. Nguồn gốc của các silicat này là một vấn đề tranh luận. Mặc dù trong các khu vực bên trong đĩa nóng, silicat tinh thể có thể được tạo ra bằng phương tiện khí - ngưng tụ pha hoặc ủ nhiệt, nhiệt độ hạt điển hình ở vùng ngoài đĩa (22020) thấp hơn nhiều so với nhiệt độ thủy tinh của silicat khoảng 1.000 K. Các tinh thể trong các vùng này có thể được vận chuyển ra ngoài qua đĩa hoặc trong một luồng gió hướng ra ngoài. Một nguồn thay thế silicat tinh thể ở các vùng đĩa ngoài được ủ tại chỗ, ví dụ như bằng các cú sốc hoặc sét. Cách thứ ba để tạo ra silicat tinh thể là sự phá hủy va chạm của các cơ thể mẹ lớn trong đó thứ cấp Chúng tôi có thể sử dụng khoáng vật học của bụi để lấy thông tin về bản chất của các quá trình sơ cấp và/hoặc thứ cấp mà dân số hạt nhỏ đã trải qua. " Kết quả từ một nghiên cứu được báo cáo trong số ra ngày 19 tháng 9 năm 2008 của tạp chí Khoa học đã tiết lộ một dấu hiệu đồng vị oxy trong bụi cho thấy sự trộn lẫn bất ngờ của vật liệu đá giữa trung tâm và các cạnh của Hệ Mặt trời. Bất chấp sự ra đời của sao chổi trong phạm vi băng giá ngoài vũ trụ ngoài Sao Diêm Vương, những tinh thể nhỏ được thu thập từ quầng sáng của nó dường như đã được rèn trong phần bên trong nóng hơn, gần Mặt trời hơn rất nhiều. Vào tháng 4 năm 2011, các nhà khoa học từ Đại học Arizona đã phát hiện ra bằng chứng về sự hiện diện của nước lỏng. Họ tìm thấy khoáng chất sắt và đồng sulfide phải hình thành trong sự hiện diện của nước. Phát hiện này mâu thuẫn với mô hình hiện tại rằng sao chổi không bao giờ đủ ấm để làm tan khối băng giá của chúng. Hoặc va chạm hoặc sưởi ấm bức xạ có thể đã cung cấp nguồn năng lượng cần thiết. Vào ngày 14 tháng 8 năm 2014, các nhà khoa học đã công bố bộ sưu tập các hạt bụi liên sao có thể từ tàu vũ trụ Stardust kể từ khi trở về Trái đất vào năm 2006.